# Jemima Goldsmith
Jemima Marcelle Goldsmith (anche nota come Jemima Khan; Londra, 30 gennaio 1974) è una sceneggiatrice, produttrice televisiva e giornalista inglese.

## Biografia
Nata al Chelsea and Westminster Hospital di Londra, Goldsmith è la figlia maggiore di Lady Annabel Vane-Tempest-Stewart e del finanziere Sir James Goldsmith (1933-1997). Sua madre, di famiglia aristocratica anglo-irlandese, è figlia di Robin Vane-Tempest-Stewart, ottavo marchese di Londonderry. Il padre di Goldsmith era figlio di Frank Goldsmith, magnate di hotel di lusso ed ex membro conservatore del Parlamento. I genitori di Goldsmith erano sposati con partner diversi al momento della sua nascita, ma si unirono in matrimonio nel 1978 per legittimare i loro figli.
Dopo aver frequentato la Francis Holland Girls School di Londra, Goldsmith si iscrisse nel 1993 all'Università di Bristol per studiare inglese, ma abbandonò gli studi nel 1995 in seguito al matrimonio con l'ex giocatore di cricket e futuro primo ministro pakistano Imran Khan. Goldsmith ha poi completato la sua laurea di primo livello nel marzo 2002. In seguito ha studiato presso la School of Oriental and African Studies e ha conseguito un master in studi medio-orientali, concentrandosi sulle tendenze moderne nell'Islam.

### Vita privata
Nel 1995, Goldsmith ha sposato Imran Khan, con il quale ha avuto due figli. La coppia ha divorziato nel 2004. È stata in seguito coinvolta in una relazione romantica con Hugh Grant, conclusasi nel 2007. Tra il 2013 e il 2014 ha frequentato l'attivista e attore britannico Russell Brand.
Goldsmith è stata una cara amica di Diana, Principessa del Galles, che le fece anche visita a Lahore nel 1996.
Nel 2002, è stata inserita al numero 18 nella lista dei giovani milionari dell'Evening Standard, con un patrimonio denunciato di 20 milioni di sterline.

## Carriera

### Carriera giornalistica
Dopo aver scritto i primi articoli durante i suoi anni in Pakistan, Goldsmith iniziò a pubblicare articoli op-ed su giornali e riviste britanniche quali The Independent, The Sunday Times, The Evening Standard e The Observer. È stata editorialista del Sunday Telegraph dal 21 ottobre 2007 al 27 gennaio 2008.
Tra il 2008 e il 2011 ha scritto per la versione britannica di Vogue. Nel 2011 è stata nominata redattrice capo di Vanity Fair in Europa, nello stesso anno ha iniziato a lavorare per il New Statesman.

### Produzioni televisive
Nel 2015, Jemima Goldsmith ha fondato Instinct Productions, una società con sede a Londra specializzata in produzioni televisive, documentaristiche e cinematografiche.
Goldsmith è stata produttrice esecutiva di diverse serie tv, alcune delle quali nominate agli Emmy Awards e ai Golden Globes. Tra le produzioni esecutive di maggior successo di Goldsmith rientrano The Clinton Affair, The Case Against Adnan Syed e Impeachement: American Crime Story.
Tra i documentari di cui Goldsmith è stata produttrice esecutiva si annoverano We Steal Secrets: The Story of WikiLeaks (nominato ai BAFTA Awards), Unmanned: America's Drone Wars e Making A Killing: Guns, Greed and the NRA. Ha inoltre co-prodotto lo spettacolo Drones, Baby, Drones, andato in scena per la prima volta nel novembre 2016 all'Arcola Theatre.
Ha anche contribuito alla produzione della quinta stagione della serie The Crown, ambientata durante gli ultimi anni di vita della Principessa Diana. Tuttavia, ha chiesto la rimozione dei suoi contributi poiché sentiva che "la trama non sarebbe stata raccontata con rispetto o compassione".

### Moda
Nel 1998, Goldsmith ha lanciato un'omonima etichetta di moda che impiegava donne pakistane povere per ricamare abiti da vendere a Londra e New York. I profitti dell'azienda venivano donati al Shaukat Khanum Memorial Cancer Hospital dell'allora marito Imran Khan. Ha guidato la società fino al dicembre 2001, anno di chiusura dell'attività.
Grazie ai voti dei lettori del Daily Telegraph, ha vinto il Rover People's Award per la celebrità femminile meglio vestita ai British Fashion Awards del 2001. Nel 2004, 2005 e 2007 è stata anche inclusa da Vanity Fair nell'elenco delle persone meglio vestite dell'anno. Lo stesso Vanity Fair l'ha inserita nella sua Best Dressed Hall of Fame nel 2007.

## Filantropia
Durante gli anni del suo matrimonio con Imran Khan, Goldsmith ha istituito il Jemima Khan Afghan Refugee Appeal per fornire tende, vestiti, cibo e assistenza sanitaria ai rifugiati afgani nel campo di Jalozai a Peshawar.
È diventata ambasciatrice dell'UNICEF nel 2001 e ha svolto attività in Kenya, Romania, Bangladesh, Afghanistan e Pakistan. Durante quest'ultimo viaggio ha aiutato le vittime del terremoto del Kashmir del 2005 raccogliendo fondi di emergenza. Ha svolto attività di promozione delle campagne UNICEF nel Regno Unito. Sostiene la fondazione HOPING a sostegno dei bambini rifugiati palestinesi.

## Attivismo politico
Goldsmith ha preso parte nel corso degli anni a campagne per varie cause sociali e politiche. Ha condotto una campagna contro le guerre in Iraq e in Afghanistan, nonché per la libertà di informazione; ha partecipato alle udienze per l'estradizione di Julian Assange e ha tenuto un discorso alla manifestazione della Stop the War Coalition in difesa di Wikileaks. Insieme a John Pilger e Ken Loach, ha fatto parte del gruppo di attivisti che ha dichiarato la disponibilità a pagare la cauzione per Assange quando questi è stato arrestato a Londra il 7 dicembre 2010.
Goldsmith ha successivamente ha cambiato idea su Assange, specialmente a causa della sua riluttanza a rispondere alle accuse di cattiva condotta sessuale e di quella che lei stessa ha descritto come la pretesa del fondatore di Wikileaks di avere una "devozione settaria" da parte dei suoi sostenitori.
Nel 2014, ha pubblicamente sostenuto il gruppo della campagna Hacked Off che sostiene la riforma della regolamentazione della stampa britannica. Nell'agosto 2014, è stata una delle 200 personalità pubbliche firmatarie di una lettera inviata a The Guardian al fine di prendere posizione contro l'indipendenza scozzese in vista del referendum di settembre su tale questione.

## Ascendenza
|                                                          |                                                           |                                                          | Genitori                               |  |  | Nonni |  |  | Bisnonni                           |  |  | Trisnonni                          |  |
|                                                          |                                                           |                                                          |                                        |  |  |       |  |  | Adolphe Benedict Hayum Goldschmidt |  |  | Benedict Hayum Solomon Goldschmidt |  |
|                                                          |                                                           |                                                          |                                        |  |  |       |  |  | Adolphe Benedict Hayum Goldschmidt |  |  | Benedict Hayum Solomon Goldschmidt |  |
|                                                          |                                                           | Johanetta Kann                                           |                                        |  |  |       |  |  | Adolphe Benedict Hayum Goldschmidt |  |  |                                    |  |
| Frank Adolph Benedict Hayum Goldsmith                    |                                                           |                                                          |                                        |  |  |       |  |  | Adolphe Benedict Hayum Goldschmidt |  |  |                                    |  |
|                                                          |                                                           | Alice Emma Moses                                         | Joseph Benjamin Moses                  |  |  |       |  |  |                                    |  |  |                                    |  |
|                                                          |                                                           | Alice Emma Moses                                         | Joseph Benjamin Moses                  |  |  |       |  |  |                                    |  |  |                                    |  |
|                                                          |                                                           | Alice Emma Moses                                         | Caroline Königswarter                  |  |  |       |  |  |                                    |  |  |                                    |  |
| sir James Goldsmith                                      |                                                           | Alice Emma Moses                                         |                                        |  |  |       |  |  |                                    |  |  |                                    |  |
|                                                          |                                                           | François Mouiller                                        | …                                      |  |  |       |  |  |                                    |  |  |                                    |  |
|                                                          |                                                           | François Mouiller                                        | …                                      |  |  |       |  |  |                                    |  |  |                                    |  |
|                                                          |                                                           | François Mouiller                                        | …                                      |  |  |       |  |  |                                    |  |  |                                    |  |
| Marcelle Mouiller                                        |                                                           | François Mouiller                                        |                                        |  |  |       |  |  |                                    |  |  |                                    |  |
|                                                          |                                                           | Amélie Brunner                                           | Joseph Brunner                         |  |  |       |  |  |                                    |  |  |                                    |  |
|                                                          |                                                           | Amélie Brunner                                           | Joseph Brunner                         |  |  |       |  |  |                                    |  |  |                                    |  |
|                                                          |                                                           | Amélie Brunner                                           | Henriette Rohmer                       |  |  |       |  |  |                                    |  |  |                                    |  |
| Jemima Goldsmith                                         |                                                           | Amélie Brunner                                           |                                        |  |  |       |  |  |                                    |  |  |                                    |  |
|                                                          | Charles Vane-Tempest-Stewart, VII marchese di Londonderry | Charles Vane-Tempest-Stewart, VI marchese di Londonderry |                                        |  |  |       |  |  |                                    |  |  |                                    |  |
|                                                          | Charles Vane-Tempest-Stewart, VII marchese di Londonderry | Charles Vane-Tempest-Stewart, VI marchese di Londonderry |                                        |  |  |       |  |  |                                    |  |  |                                    |  |
|                                                          | Charles Vane-Tempest-Stewart, VII marchese di Londonderry | lady Theresa Chetwynd-Talbot                             |                                        |  |  |       |  |  |                                    |  |  |                                    |  |
| Robin Vane-Tempest-Stewart, VIII marchese di Londonderry | Charles Vane-Tempest-Stewart, VII marchese di Londonderry |                                                          |                                        |  |  |       |  |  |                                    |  |  |                                    |  |
|                                                          |                                                           | Edith Helen Chaplin                                      | Henry Chaplin, I visconte Chaplin      |  |  |       |  |  |                                    |  |  |                                    |  |
|                                                          |                                                           | Edith Helen Chaplin                                      | Henry Chaplin, I visconte Chaplin      |  |  |       |  |  |                                    |  |  |                                    |  |
|                                                          |                                                           | Edith Helen Chaplin                                      | lady Florence Sutherland-Leveson-Gower |  |  |       |  |  |                                    |  |  |                                    |  |
| lady Annabel Vane-Tempest-Stewart                        |                                                           | Edith Helen Chaplin                                      |                                        |  |  |       |  |  |                                    |  |  |                                    |  |
|                                                          |                                                           | Boyce Combe                                              | Richard Henry Combe                    |  |  |       |  |  |                                    |  |  |                                    |  |
|                                                          |                                                           | Boyce Combe                                              | Richard Henry Combe                    |  |  |       |  |  |                                    |  |  |                                    |  |
|                                                          |                                                           | Boyce Combe                                              | Esther Fanny Hollway                   |  |  |       |  |  |                                    |  |  |                                    |  |
| Romaine Combe                                            |                                                           | Boyce Combe                                              |                                        |  |  |       |  |  |                                    |  |  |                                    |  |
|                                                          |                                                           | Mabel Tombs                                              | sir Henry Tombs                        |  |  |       |  |  |                                    |  |  |                                    |  |
|                                                          |                                                           | Mabel Tombs                                              | sir Henry Tombs                        |  |  |       |  |  |                                    |  |  |                                    |  |
|                                                          |                                                           | Mabel Tombs                                              | Georgina Janet Stirling                |  |  |       |  |  |                                    |  |  |                                    |  |
|                                                          |                                                           | Mabel Tombs                                              |                                        |  |  |       |  |  |                                    |  |  |                                    |  |